# Liste der Stadtbezirke und Ortschaften in Dresden
Die Stadtbezirke und Ortschaften in Dresden sind Verwaltungsglieder im Stadtgebiet der sächsischen Landeshauptstadt. Dresdens Stadtgebiet gliedert sich gemäß § 31 der Hauptsatzung in zehn Stadtbezirke und neun Ortschaften. Die Stadtbezirke sind in der zugehörigen Anlage 1, die Ortschaften in Anlage 2 mit ihren jeweiligen Grenzen eindeutig beschrieben.

## Geschichte
Seit 1958 war Dresden in fünf Stadtbezirke gegliedert, nämlich Mitte, Nord, Ost, Süd und West. Gemäß § 32 der 1990 in Kraft getretenen Kommunalverfassung der DDR (KomVerf), die zunächst als Landesrecht weitergalt, konnten in kreisfreien Städten Stadtbezirke als nachrangige Verwaltungsstellen eingerichtet werden, was 1991 in Dresden vollzogen wurde. In jenem Jahr entstanden aus den fünf Stadtbezirken zehn kleinere Einheiten, die den Einwohnern die Identifikation erleichtern und für mehr Bürgernähe sorgen sollten.
Die Bezeichnung Stadtbezirk ersetzte man durch Ortsamtsbereich, um sich von der Nomenklatur der DDR-Zeit abzugrenzen. Da die 1993 in Kraft getretene Gemeindeordnung des Freistaates Sachsen in § 70 inhaltsgleich den § 32 KomVerf übernahm, gab es keinen Bruch in der Geschichte der Ortsämter, deren Bezeichnung nunmehr in der Hauptsatzung geregelt wurde. Mit Wirkung vom 13. September 2018, dem Tag der öffentlichen Bekanntmachung der entsprechenden Satzungsänderung, ersetzte die Bezeichnung Stadtbezirk wieder die zwischenzeitliche Bezeichnung Ortsamtsbereich. Entsprechend wurden aus Ortsbeirat, Ortsamt und Ortsamtsleiter die neuen Bezeichnungen Stadtbezirksbeirat, Stadtbezirksamt und Stadtbezirksamtsleiter.
Von 1997 bis 1999 erfolgte die Eingemeindung von insgesamt zehn Ortschaften, Ortsteilen oder vormals selbständigen Gemeinden nach Dresden. Sie wurden (mit der Ausnahme von Kauscha, das zum Stadtbezirk Prohlis gehört) nicht in die Ortsämter/Stadtbezirke eingegliedert und behielten als sogenannte Ortschaften im Sinne der Sächsischen Gemeindeordnung etwas weiterreichende Befugnisse. Somit besteht die Landeshauptstadt neben den zehn Stadtbezirken auch aus neun Ortschaften.

## Ausblick
In der  Hauptsatzung der Stadt Dresden ist festgeschrieben, dass die Ortschaftsverfassungen „bis zur regelmäßigen Stadtratswahl im Jahr 2034 (gelten), sofern sich nicht aus den Eingliederungsvereinbarungen und den Vorgaben der Sächsischen Gemeindeordnung ein späterer Zeitpunkt ergibt.“ Nach Auslaufen der jeweiligen Ortschaftsverfassung werden
- dem Stadtbezirk Cotta die Gebiete der Ortschaften Cossebaude, Gompitz, Mobschatz, Altfranken und Oberwartha,
- dem Stadtbezirk Klotzsche die Gebiete der Ortschaften Weixdorf, Langebrück und Schönborn sowie
- dem Stadtbezirk Loschwitz das Gebiet der Ortschaft Schönfeld‐Weißig

zugeschlagen.

## Weitere Untergliederungen
Die Stadtbezirke gliedern sich in 57 statistische Stadtteile. Auch die Ortschaften werden, abhängig von ihrer Einwohnerzahl, in statistische Stadtteile unterteilt bzw. zu solchen zusammengefasst. Im Gebiet der Ortschaften bestehen sieben statistische Stadtteile (Weixdorf ist die einzige Ortschaft, die genau deckungsgleich mit einem statistischen Stadtteil ist). Somit gibt es in Dresden insgesamt 64 statistische Stadtteile.

## Legende
- Karte: Zeigt die Lage des Stadtbezirks oder der Ortschaft innerhalb des Dresdner Stadtgebiets.
- Status: Gibt Auskunft über den Status der Verwaltungseinheit als Stadtbezirk oder Ortschaft laut Hauptsatzung der Landeshauptstadt Dresden § 31 und §§ 36–39.[1]
- Name: Nennt den Namen des Stadtbezirks bzw. der Ortschaft.
- Statistische(r) Stadtteil(e): Nennt den/die statistischen Stadtteil(e) im Stadtbezirk oder im Gebiet der Ortschaft mit der Nummer und dem Namen.
- Amtssitz: Nennt den offiziellen Amtsnamen, dann (falls abweichend) den Namen des Gebäudes und schließlich den Ortsteil, in dem sich der Amtssitz befindet.
- Einwohnerzahl: Gibt die Zahl der Einwohner an, die mit Hauptwohnsitz im Stadtbezirk oder in der Ortschaft gemeldet sind.
- Fläche (Hektar): Gibt die Fläche des Stadtbezirks oder der Ortschaft in Hektar an.
- Bevölkerungsdichte (EW/km²): Gibt die Bevölkerungsdichte des Stadtbezirks oder der Ortschaft in Einwohnern pro Quadratkilometer an.

## Stadtbezirke und Ortschaften in Dresden
| Karte                                                  | Status      | Name              | Statistische(r) Stadtteil(e)                                       | Amtssitz                                                          | Einwohner- zahl | Fläche (Hektar) | Bevölkerungs- dichte (EW/km²) | Stadtbezirk 1958–1991 | Eingemeindung |
| ------------------------------------------------------ | ----------- | ----------------- | ------------------------------------------------------------------ | ----------------------------------------------------------------- | --------------- | --------------- | ----------------------------- | --------------------- | ------------- |
| Lage des Stadtbezirks Altstadt innerhalb Dresdens      | Stadtbezirk | Altstadt          | 01 Innere Altstadt                                                 | Stadtbezirksamt Altstadt, Stadthaus Dresden, Wilsdruffer Vorstadt | 60.276          | 1.702           | 3.551                         | Dresden-Mitte         |               |
| Lage des Stadtbezirks Altstadt innerhalb Dresdens      | Stadtbezirk | Altstadt          | 02 Pirnaische Vorstadt                                             | Stadtbezirksamt Altstadt, Stadthaus Dresden, Wilsdruffer Vorstadt | 60.276          | 1.702           | 3.551                         | Dresden-Mitte         |               |
| Lage des Stadtbezirks Altstadt innerhalb Dresdens      | Stadtbezirk | Altstadt          | 03 Seevorstadt-Ost/Großer Garten mit Strehlen-Nordwest             | Stadtbezirksamt Altstadt, Stadthaus Dresden, Wilsdruffer Vorstadt | 60.276          | 1.702           | 3.551                         | Dresden-Mitte         |               |
| Lage des Stadtbezirks Altstadt innerhalb Dresdens      | Stadtbezirk | Altstadt          | 04 Wilsdruffer Vorstadt/Seevorstadt-West                           | Stadtbezirksamt Altstadt, Stadthaus Dresden, Wilsdruffer Vorstadt | 60.276          | 1.702           | 3.551                         |                       |               |
| Lage des Stadtbezirks Altstadt innerhalb Dresdens      | Stadtbezirk | Altstadt          | 05 Friedrichstadt                                                  | Stadtbezirksamt Altstadt, Stadthaus Dresden, Wilsdruffer Vorstadt | 60.276          | 1.702           | 3.551                         | Dresden-West          |               |
| Lage des Stadtbezirks Altstadt innerhalb Dresdens      | Stadtbezirk | Altstadt          | 06 Johannstadt-Nord                                                | Stadtbezirksamt Altstadt, Stadthaus Dresden, Wilsdruffer Vorstadt | 60.276          | 1.702           | 3.551                         |                       |               |
| Lage des Stadtbezirks Altstadt innerhalb Dresdens      | Stadtbezirk | Altstadt          | 07 Johannstadt-Süd                                                 | Stadtbezirksamt Altstadt, Stadthaus Dresden, Wilsdruffer Vorstadt | 60.276          | 1.702           | 3.551                         |                       |               |
| Lage des Stadtbezirks Blasewitz innerhalb Dresdens     | Stadtbezirk | Blasewitz         | 51 Blasewitz mit Neugruna                                          | Stadtbezirksamt Blasewitz, Rathaus Blasewitz, Blasewitz           | 89.415          | 1.450           | 6.170                         |                       |               |
| Lage des Stadtbezirks Blasewitz innerhalb Dresdens     | Stadtbezirk | Blasewitz         | 52 Striesen-Ost                                                    | Stadtbezirksamt Blasewitz, Rathaus Blasewitz, Blasewitz           | 89.415          | 1.450           | 6.170                         |                       |               |
| Lage des Stadtbezirks Blasewitz innerhalb Dresdens     | Stadtbezirk | Blasewitz         | 53 Striesen-Süd mit Johannstadt-Südost                             | Stadtbezirksamt Blasewitz, Rathaus Blasewitz, Blasewitz           | 89.415          | 1.450           | 6.170                         |                       |               |
| Lage des Stadtbezirks Blasewitz innerhalb Dresdens     | Stadtbezirk | Blasewitz         | 54 Striesen-West                                                   | Stadtbezirksamt Blasewitz, Rathaus Blasewitz, Blasewitz           | 89.415          | 1.450           | 6.170                         |                       |               |
| Lage des Stadtbezirks Blasewitz innerhalb Dresdens     | Stadtbezirk | Blasewitz         | 55 Tolkewitz/Seidnitz-Nord                                         | Stadtbezirksamt Blasewitz, Rathaus Blasewitz, Blasewitz           | 89.415          | 1.450           | 6.170                         |                       |               |
| Lage des Stadtbezirks Blasewitz innerhalb Dresdens     | Stadtbezirk | Blasewitz         | 56 Seidnitz/Dobritz                                                | Stadtbezirksamt Blasewitz, Rathaus Blasewitz, Blasewitz           | 89.415          | 1.450           | 6.170                         |                       |               |
| Lage des Stadtbezirks Blasewitz innerhalb Dresdens     | Stadtbezirk | Blasewitz         | 57 Gruna mit Strehlen-Nordost                                      | Stadtbezirksamt Blasewitz, Rathaus Blasewitz, Blasewitz           | 89.415          | 1.450           | 6.170                         |                       |               |
| Lage des Stadtbezirks Cotta innerhalb Dresdens         | Stadtbezirk | Cotta             | 91 Cotta mit Friedrichstadt-Südwest                                | Stadtbezirksamt Cotta, Rathaus Cotta, Cotta                       | 75.171          | 1.938           | 3.879                         |                       |               |
| Lage des Stadtbezirks Cotta innerhalb Dresdens         | Stadtbezirk | Cotta             | 92 Löbtau-Nord                                                     | Stadtbezirksamt Cotta, Rathaus Cotta, Cotta                       | 75.171          | 1.938           | 3.879                         |                       |               |
| Lage des Stadtbezirks Cotta innerhalb Dresdens         | Stadtbezirk | Cotta             | 93 Löbtau-Süd                                                      | Stadtbezirksamt Cotta, Rathaus Cotta, Cotta                       | 75.171          | 1.938           | 3.879                         |                       |               |
| Lage des Stadtbezirks Cotta innerhalb Dresdens         | Stadtbezirk | Cotta             | 94 Naußlitz mit Wölfnitz, Roßthal, Dölzschen und Niedergorbitz     | Stadtbezirksamt Cotta, Rathaus Cotta, Cotta                       | 75.171          | 1.938           | 3.879                         |                       |               |
| Lage des Stadtbezirks Cotta innerhalb Dresdens         | Stadtbezirk | Cotta             | 95 Gorbitz-Süd                                                     | Stadtbezirksamt Cotta, Rathaus Cotta, Cotta                       | 75.171          | 1.938           | 3.879                         |                       |               |
| Lage des Stadtbezirks Cotta innerhalb Dresdens         | Stadtbezirk | Cotta             | 96 Gorbitz-Ost                                                     | Stadtbezirksamt Cotta, Rathaus Cotta, Cotta                       | 75.171          | 1.938           | 3.879                         |                       |               |
| Lage des Stadtbezirks Cotta innerhalb Dresdens         | Stadtbezirk | Cotta             | 97 Gorbitz-Nord/Neuomsewitz                                        | Stadtbezirksamt Cotta, Rathaus Cotta, Cotta                       | 75.171          | 1.938           | 3.879                         |                       |               |
| Lage des Stadtbezirks Cotta innerhalb Dresdens         | Stadtbezirk | Cotta             | 98 Briesnitz mit Stetzsch, Kemnitz, Leutewitz und Altomsewitz      | Stadtbezirksamt Cotta, Rathaus Cotta, Cotta                       | 75.171          | 1.938           | 3.879                         |                       |               |
| Lage des Stadtbezirks Klotzsche innerhalb Dresdens     | Stadtbezirk | Klotzsche         | 31 Klotzsche                                                       | Stadtbezirksamt Klotzsche, Rathaus Klotzsche, Klotzsche           | 21.030          | 2.707           | 777                           |                       |               |
| Lage des Stadtbezirks Klotzsche innerhalb Dresdens     | Stadtbezirk | Klotzsche         | 32 Hellerau/Wilschdorf mit Rähnitz                                 | Stadtbezirksamt Klotzsche, Rathaus Klotzsche, Klotzsche           | 21.030          | 2.707           | 777                           |                       |               |
| Lage des Stadtbezirks Klotzsche innerhalb Dresdens     | Stadtbezirk | Klotzsche         | 33 Flughafen/Industriegebiet Klotzsche                             | Stadtbezirksamt Klotzsche, Rathaus Klotzsche, Klotzsche           | 21.030          | 2.707           | 777                           |                       |               |
| Lage des Stadtbezirks Klotzsche innerhalb Dresdens     | Stadtbezirk | Klotzsche         | 34 Hellerberge                                                     | Stadtbezirksamt Klotzsche, Rathaus Klotzsche, Klotzsche           | 21.030          | 2.707           | 777                           |                       |               |
| Lage des Stadtbezirks Leuben innerhalb Dresdens        | Stadtbezirk | Leuben            | 61 Leuben mit Dobritz-Süd und Niedersedlitz-Nord                   | Stadtbezirksamt Leuben, Rathaus Leuben, Leuben                    | 39.295          | 1.305           | 3.012                         |                       |               |
| Lage des Stadtbezirks Leuben innerhalb Dresdens        | Stadtbezirk | Leuben            | 62 Laubegast mit Alttolkewitz                                      | Stadtbezirksamt Leuben, Rathaus Leuben, Leuben                    | 39.295          | 1.305           | 3.012                         |                       |               |
| Lage des Stadtbezirks Leuben innerhalb Dresdens        | Stadtbezirk | Leuben            | 63 Kleinzschachwitz mit Meußlitz und Zschieren                     | Stadtbezirksamt Leuben, Rathaus Leuben, Leuben                    | 39.295          | 1.305           | 3.012                         |                       |               |
| Lage des Stadtbezirks Leuben innerhalb Dresdens        | Stadtbezirk | Leuben            | 64 Großzschachwitz mit Sporbitz                                    | Stadtbezirksamt Leuben, Rathaus Leuben, Leuben                    | 39.295          | 1.305           | 3.012                         |                       |               |
| Lage des Stadtbezirks Loschwitz innerhalb Dresdens     | Stadtbezirk | Loschwitz         | 41 Loschwitz/Wachwitz                                              | Stadtbezirksamt Loschwitz, Loschwitz                              | 20.638          | 6.880           | 300                           |                       |               |
| Lage des Stadtbezirks Loschwitz innerhalb Dresdens     | Stadtbezirk | Loschwitz         | 42 Bühlau/Weißer Hirsch mit Rochwitz und Loschwitz-Nordost         | Stadtbezirksamt Loschwitz, Loschwitz                              | 20.638          | 6.880           | 300                           |                       |               |
| Lage des Stadtbezirks Loschwitz innerhalb Dresdens     | Stadtbezirk | Loschwitz         | 43 Hosterwitz/Pillnitz mit Niederpoyritz, Oberpoyritz und Söbrigen | Stadtbezirksamt Loschwitz, Loschwitz                              | 20.638          | 6.880           | 300                           |                       |               |
| Lage des Stadtbezirks Loschwitz innerhalb Dresdens     | Stadtbezirk | Loschwitz         | 44 Dresdner Heide                                                  | Stadtbezirksamt Loschwitz, Loschwitz                              | 20.638          | 6.880           | 300                           |                       |               |
| Lage des Stadtbezirks Neustadt innerhalb Dresdens      | Stadtbezirk | Neustadt          | 11 Äußere Neustadt                                                 | Stadtbezirksamt Neustadt, Atrium am Rosengarten, Äußere Neustadt  | 51.308          | 1.479           | 3.469                         |                       |               |
| Lage des Stadtbezirks Neustadt innerhalb Dresdens      | Stadtbezirk | Neustadt          | 12 Radeberger Vorstadt                                             | Stadtbezirksamt Neustadt, Atrium am Rosengarten, Äußere Neustadt  | 51.308          | 1.479           | 3.469                         |                       |               |
| Lage des Stadtbezirks Neustadt innerhalb Dresdens      | Stadtbezirk | Neustadt          | 13 Innere Neustadt                                                 | Stadtbezirksamt Neustadt, Atrium am Rosengarten, Äußere Neustadt  | 51.308          | 1.479           | 3.469                         |                       |               |
| Lage des Stadtbezirks Neustadt innerhalb Dresdens      | Stadtbezirk | Neustadt          | 14 Leipziger Vorstadt                                              | Stadtbezirksamt Neustadt, Atrium am Rosengarten, Äußere Neustadt  | 51.308          | 1.479           | 3.469                         |                       |               |
| Lage des Stadtbezirks Neustadt innerhalb Dresdens      | Stadtbezirk | Neustadt          | 15 Albertstadt                                                     | Stadtbezirksamt Neustadt, Atrium am Rosengarten, Äußere Neustadt  | 51.308          | 1.479           | 3.469                         |                       |               |
| Lage des Stadtbezirks Pieschen innerhalb Dresdens      | Stadtbezirk | Pieschen          | 21 Pieschen-Süd mit Leipziger Vorstadt-West (Neudorf)              | Stadtbezirksamt Pieschen, Rathaus Pieschen, Pieschen              | 53.816          | 1.621           | 3.320                         |                       |               |
| Lage des Stadtbezirks Pieschen innerhalb Dresdens      | Stadtbezirk | Pieschen          | 22 Mickten mit Trachau-Süd, Übigau und Kaditz-Süd                  | Stadtbezirksamt Pieschen, Rathaus Pieschen, Pieschen              | 53.816          | 1.621           | 3.320                         |                       |               |
| Lage des Stadtbezirks Pieschen innerhalb Dresdens      | Stadtbezirk | Pieschen          | 23 Kaditz                                                          | Stadtbezirksamt Pieschen, Rathaus Pieschen, Pieschen              | 53.816          | 1.621           | 3.320                         |                       |               |
| Lage des Stadtbezirks Pieschen innerhalb Dresdens      | Stadtbezirk | Pieschen          | 24 Trachau                                                         | Stadtbezirksamt Pieschen, Rathaus Pieschen, Pieschen              | 53.816          | 1.621           | 3.320                         |                       |               |
| Lage des Stadtbezirks Pieschen innerhalb Dresdens      | Stadtbezirk | Pieschen          | 25 Pieschen-Nord/Trachenberge mit Leipziger Vorstadt-Nordwest      | Stadtbezirksamt Pieschen, Rathaus Pieschen, Pieschen              | 53.816          | 1.621           | 3.320                         |                       |               |
| Lage des Stadtbezirks Plauen innerhalb Dresdens        | Stadtbezirk | Plauen            | 81 Südvorstadt-West                                                | Stadtbezirksamt Plauen, Rathaus Plauen, Plauen                    | 58.323          | 1.579           | 3.695                         |                       |               |
| Lage des Stadtbezirks Plauen innerhalb Dresdens        | Stadtbezirk | Plauen            | 82 Südvorstadt-Ost                                                 | Stadtbezirksamt Plauen, Rathaus Plauen, Plauen                    | 58.323          | 1.579           | 3.695                         |                       |               |
| Lage des Stadtbezirks Plauen innerhalb Dresdens        | Stadtbezirk | Plauen            | 83 Räcknitz/Zschertnitz mit Strehlen-Südwest                       | Stadtbezirksamt Plauen, Rathaus Plauen, Plauen                    | 58.323          | 1.579           | 3.695                         |                       |               |
| Lage des Stadtbezirks Plauen innerhalb Dresdens        | Stadtbezirk | Plauen            | 84 Kleinpestitz/Mockritz mit Kaitz und Gostritz                    | Stadtbezirksamt Plauen, Rathaus Plauen, Plauen                    | 58.323          | 1.579           | 3.695                         |                       |               |
| Lage des Stadtbezirks Plauen innerhalb Dresdens        | Stadtbezirk | Plauen            | 85 Coschütz/Gittersee                                              | Stadtbezirksamt Plauen, Rathaus Plauen, Plauen                    | 58.323          | 1.579           | 3.695                         |                       |               |
| Lage des Stadtbezirks Plauen innerhalb Dresdens        | Stadtbezirk | Plauen            | 86 Plauen                                                          | Stadtbezirksamt Plauen, Rathaus Plauen, Plauen                    | 58.323          | 1.579           | 3.695                         |                       |               |
| Lage des Stadtbezirks Prohlis innerhalb Dresdens       | Stadtbezirk | Prohlis           | 71 Prohlis-Nord                                                    | Stadtbezirksamt Prohlis, Prohlis                                  | 58.200          | 2.115           | 2.752                         |                       |               |
| Lage des Stadtbezirks Prohlis innerhalb Dresdens       | Stadtbezirk | Prohlis           | 72 Prohlis-Süd                                                     | Stadtbezirksamt Prohlis, Prohlis                                  | 58.200          | 2.115           | 2.752                         |                       |               |
| Lage des Stadtbezirks Prohlis innerhalb Dresdens       | Stadtbezirk | Prohlis           | 73 Niedersedlitz                                                   | Stadtbezirksamt Prohlis, Prohlis                                  | 58.200          | 2.115           | 2.752                         |                       |               |
| Lage des Stadtbezirks Prohlis innerhalb Dresdens       | Stadtbezirk | Prohlis           | 74 Lockwitz mit Kauscha, Nickern und Luga                          | Stadtbezirksamt Prohlis, Prohlis                                  | 58.200          | 2.115           | 2.752                         |                       |               |
| Lage des Stadtbezirks Prohlis innerhalb Dresdens       | Stadtbezirk | Prohlis           | 75 Leubnitz-Neuostra mit Torna und Mockritz-Ost                    | Stadtbezirksamt Prohlis, Prohlis                                  | 58.200          | 2.115           | 2.752                         |                       |               |
| Lage des Stadtbezirks Prohlis innerhalb Dresdens       | Stadtbezirk | Prohlis           | 76 Strehlen mit Reick-Nordwest                                     | Stadtbezirksamt Prohlis, Prohlis                                  | 58.200          | 2.115           | 2.752                         |                       |               |
| Lage des Stadtbezirks Prohlis innerhalb Dresdens       | Stadtbezirk | Prohlis           | 77 Reick                                                           | Stadtbezirksamt Prohlis, Prohlis                                  | 58.200          | 2.115           | 2.752                         |                       |               |
| Lage der Ortschaft Altfranken innerhalb Dresdens       | Ortschaft   | Altfranken        | 99 Gompitz/Altfranken                                              | Verwaltungsstelle Gompitz, Pennrich                               | 1.115           | 128             | 871                           | Kreis Dresden-Land    | am 1.1.1997   |
| Lage der Ortschaft Cossebaude innerhalb Dresdens       | Ortschaft   | Cossebaude        | 90 Cossebaude/Mobschatz/Oberwartha                                 | Verwaltungsstelle Cossebaude, Cossebaude                          | 7.810           | 1.869           | 418                           | Kreis Dresden-Land    | am 1.7.1997   |
| Lage der Ortschaft Gompitz innerhalb Dresdens          | Ortschaft   | Gompitz           | 99 Gompitz/Altfranken                                              | Verwaltungsstelle Gompitz, Pennrich                               | 3.265           | 1.172           | 279                           | Kreis Dresden-Land    | am 1.1.1999   |
| Lage der Ortschaft Langebrück innerhalb Dresdens       | Ortschaft   | Langebrück        | 36 Langebrück/Schönborn                                            | Verwaltungsstelle Langebrück, Langebrück                          | 3.837           | 695             | 552                           | Kreis Dresden-Land    | am 1.1.1999   |
| Lage der Ortschaft Mobschatz innerhalb Dresdens        | Ortschaft   | Mobschatz         | 90 Cossebaude/Mobschatz/Oberwartha                                 | Verwaltungsstelle Gompitz, Pennrich                               | 1.489           | 850             | 175                           | Kreis Dresden-Land    | am 1.1.1999   |
| Lage der Ortschaft Oberwartha innerhalb Dresdens       | Ortschaft   | Oberwartha        | 90 Cossebaude/Mobschatz/Oberwartha                                 | Verwaltungsstelle Cossebaude, Cossebaude                          | 401             | 203             | 198                           | Kreis Dresden-Land    | am 1.7.1997   |
| Lage der Ortschaft Schönborn innerhalb Dresdens        | Ortschaft   | Schönborn         | 36 Langebrück/Schönborn                                            | Verwaltungsstelle Langebrück, Langebrück                          | 498             | 520             | 96                            | Kreis Dresden-Land    | am 1.1.1999   |
| Lage der Ortschaft Schönfeld-Weißig innerhalb Dresdens | Ortschaft   | Schönfeld- Weißig | 45 Weißig, 46 Gönnsdorf/Pappritz, 47 Schönfeld/Schullwitz          | Verwaltungsstelle Schönfeld-Weißig, Weißig                        | 13.014          | 4.119           | 316                           | Kreis Dresden-Land    | am 1.1.1999   |
| Lage der Ortschaft Weixdorf innerhalb Dresdens         | Ortschaft   | Weixdorf          | 35 Weixdorf                                                        | Verwaltungsstelle Weixdorf, Rathaus Weixdorf, Lausa               | 6.000           | 1.557           | 385                           | Kreis Dresden-Land    | am 1.1.1999   |